# Ipomoea pulneyensis
Ipomoea pulneyensis är en vindeväxtart som beskrevs av Richard Henry Beddome. Ipomoea pulneyensis ingår i släktet praktvindor, och familjen vindeväxter. Inga underarter finns listade i Catalogue of Life.